# Dodie Clark
Pour les articles homonymes, voir Clark.
Dorothy Miranda Clark (née le 11 avril 1995 à Epping), connue sous les noms de scène Dodie Clark et Dodie (stylisé dodie), est une autrice-compositrice-interprète, autrice et vidéaste web britannique. Elle se fait d'abord connaître grâce à ses vidéos de reprises de titres musicaux au piano et au ukulélé, avant de composer ses propres chansons. Au mois de février 2019, sa chaîne YouTube principale compte plus de 160 vidéos, 1,8 million d'abonnés et plus de 250 millions de vues, Sa chaîne secondaire compte plus de 350 vidéos, 900 000 abonnés et 128 millions de vues. Elle a collaboré avec plusieurs autres artistes de YouTube, dont Julia Nunes ou Jacob Collier. En 2018, Dodie collabore avec le chanteur écossais Tom Walker sur son titre Human issu de l'EP éponyme.
Après près de 10 ans à publier ses chansons sur sa chaine YouTube et 3 EP, dodie sort son premier album Build a Problem (en) en 2021, album autoproduit avec son label Doddleoddle,,. La sortie de l'album est précédée de la publication de plusieurs singles : Guiltless, Boys Like You, Cool Girl, Rainbow, Hate Myself, et I Kissed Someone (It Wasn't You). L'album est composé de 14 chansons, dont deux chansons bonus.
Une version deluxe de l'album est parue avec 8 titres bonus, issues du projet de l'artiste All ALOSIA (A Lot of Songs In April/August), et qui s'intitule Build A Problem (ALOSIA Deluxe).

## Biographie

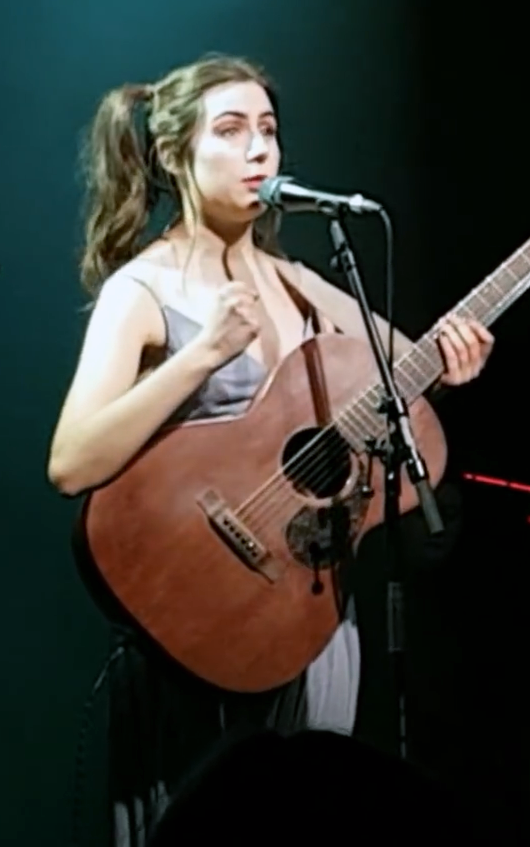
Dodie en concert à La Madeleine, Bruxelles, en 2018.

La première chaîne YouTube de Dodie, nommée dodders5, est créée le 1er août 2007 et était partagée avec son amie Alice Webb. La chaîne principale de Dodie, doddleoddle, est créée le 7 février 2011, et la première vidéo parue dessus est une chanson originale, Rain, mise en ligne le 14 avril 2011. Dodie dispose également d'une chaîne VEVO, dodieVEVO, et d'une chaîne secondaire, doddlevloggle.
Le 18 novembre 2016, dodie sort en autoproduction son premier EP, Intertwined. Il atteint la 35e place du UK Albums Chart, le classement britannique des ventes d'albums, lors de sa première semaine de sortie. Le deuxième EP de Dodie, You, sort le 11 août 2017. Lors de la première semaine de sa sortie, il atteint la 6e place du UK Albums Chart, et la 55e place du Billboard 200 américain. Elle présente plus tard le prix Artisan Award dans le cadre du Summer in the City Awards 2017, le prix sera attribué à Jamie Jo.
Dodie sort le 2 novembre 2017 un livre autobiographique, Secrets for the Mad: Obsessions, Confessions and Life Lessons. Le 18 septembre 2018, Dodie annonce la sortie de son troisième EP, Human, sorti le 18 janvier 2019. Celui-ci atteint la 5e place du UK Album Chart. Elle annonce le 9 mai 2019 l'écriture en cours de son premier album.
Le 7 mai 2021 sort le premier album de l'artiste, Build a Problem (en). La sortie de cet album était initialement prévue au 5 mars 2021 puis au 26 mars 2021,, mais a été repoussée plusieurs fois à cause de la pandémie de coronavirus et du Brexit. En 2023, elle cofonde un groupe, Fizz, avec ses amis Orla Gartland, Greta Isaac et Martin Luke Brown. Ils sortent leur premier single High in Brighton en juin 2023. Leur premier album studio, The Secret to Life, sort le 27 octobre 2023 chez Decca Records. Plus tard en 2023, elle apparaît dans Call Me Wild, une chanson en collaboration avec Cory Wong, sur l'album The Lucky One.

## Tournées
En 2014, dodie rejoint le vidéaste et chanteur Bry sur sa tournée nationale au Royaume-Uni, puis le suit sur ses tournées en Australie et en Nouvelle-Zélande en 2015. Elle est par la suite deux fois en tournée avec la chanteuse Tessa Violet, ainsi qu'avec Jon Cozart et Rusty Clanton en 2016. Elle réalise une tournée au Royaume-Uni pour son EP Intertwined, en mars 2017, avec Rusty Clanton en première partie et Orla Gartland à la guitare,. Dodie est également en tournée pour son EP You en octobre 2017. Elle a fait une tournée européenne en février et mars 2018. Dodie se représente régulièrement à des festivals ayant rapport à Youtube et à la musique,,. Dodie a également effectué une tournée avec Tessa Violet, aux États-Unis, en septembre 2018,. Dodie s'est représentée en tournée pour la sortie de son EP Human, en janvier 2019.
Pour la sortie de son premier album Build a Problem (en), dodie part en tournée en septembre 2021 au Royaume-Uni, puis en février 2022 en Amérique du Nord, et enfin en Europe au printemps 2022. Elle joue notamment à Paris le jeudi 12 mai 2022 à La Cigale,.

## Vie personnelle
Dodie a une petite sœur, Heather, qui participe à certaines de ses vidéos, et un grand frère, Iain.
Elle annonce en 2016 être bisexuelle. Elle est depuis reconnue comme une figure bisexuelle et une militante. Elle déclare souffrir de dépression, qui inspira d'ailleurs son premier album .

## Distinctions
| Année | Récompense                | Catégorie                                  | Nommé                                                         | Résultat   |
| ----- | ------------------------- | ------------------------------------------ | ------------------------------------------------------------- | ---------- |
| 2017  | Shorty Awards             | Musicien YouTube                           | Dodie Clark                                                   | Lauréat    |
| 2017  | Summer in the City Awards | Percée musicale                            | Dodie Clark                                                   | Lauréat    |
| 2017  | Summer in the City Awards | Chanson de l'année                         | 6/10                                                          | Nomination |
| 2017  | Streamy Awards            | Percée musicale                            | Dodie Clark                                                   | Nomination |
| 2018  | Summer in the City Awards | Ouvrage de l'année                         | Secrets For the Mad: Obsessions, Confessions and Life Lessons | Nomination |
| 2019  | Independent Music Awards  | Meilleur morceau folk / auteur-compositeur | If I'm Being Honest                                           | Nomination |

## Discographie

### Albums studio

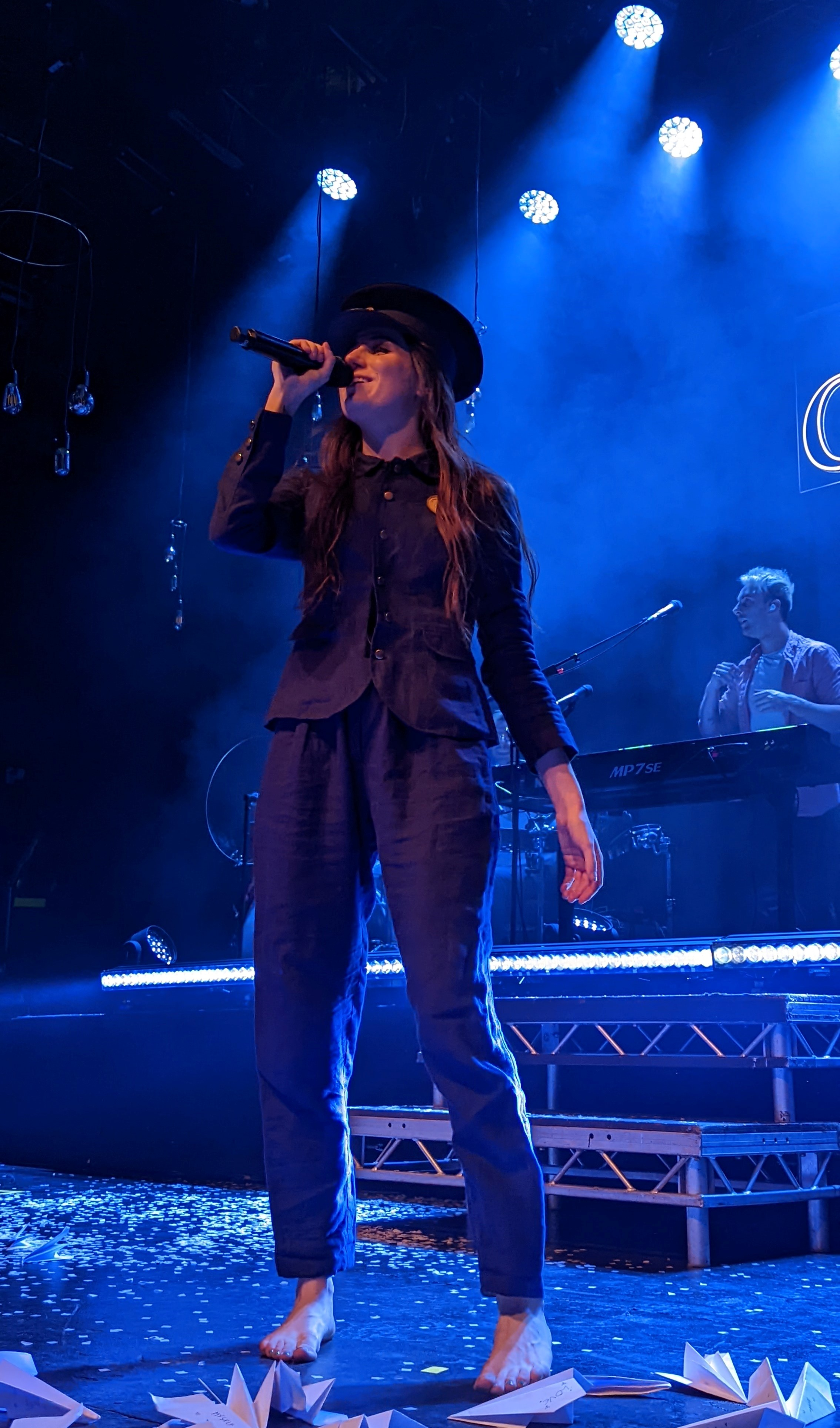
Dodie en concert à La Cigale en mai 2022.

- 2021 : Build a Problem

### EP
| Titre                                                                                           | Détails de l'album                                                                       | Meilleure position | Meilleure position | Meilleure position | Meilleure position | Meilleure position | Meilleure position | Meilleure position |
| Titre                                                                                           | Détails de l'album                                                                       | R.-U               | AUS                | CAN                | IRL ,              | US                 | US Indie           | US Folk            |
| ----------------------------------------------------------------------------------------------- | ---------------------------------------------------------------------------------------- | ------------------ | ------------------ | ------------------ | ------------------ | ------------------ | ------------------ | ------------------ |
| Intertwined                                                                                     | - Sortie : 10 novembre 2016 - Label : Autoproduit - Formats : CD, téléchargement         | 35                 | —                  | —                  | 33                 | 153                | 10                 | 5                  |
| You                                                                                             | - Sortie : 11 août 2017 - Label : Autoproduit - Formats : CD, téléchargement, vinyle 10" | 6                  | 17                 | 34                 | 5                  | 55                 | 2                  | 3                  |
| Human                                                                                           | - Sortie : 18 janvier 2019 - Label : Autoproduit - Formats : CD, téléchargement, LP      | 5                  | 50                 | 60                 | 13                 | 82                 | 4                  | 2                  |
| « — » signifie que l'album n'est pas rentré dans le classement, ou n'est pas paru dans ce pays. |                                                                                          |                    |                    |                    |                    |                    |                    |                    |

### Clips
Dodie publie ses clips sur sa chaine YouTube :
- Sick of Losing Soulmates[60]
- Human [61]
- If I'm Being Honest [62]
- Monster [63]
- 6/10 [64]
- In the Middle [65]
- Secret For The Mad [66]
- You [67]
- Intertwined [68]
- Boys Like You[69]
- Guiltless[70]
- I Kissed Someone (It Wasn't You)[71]
- Cool Girl[72]
- Hate Myself[73]
- Rainbow[74]

À l'occasion de la sortie de son album Build a Problem, 12 vidéoclips avec les paroles des chansons. Un court-métrage réunissant toutes ces vidéos est sorti le 11 juin 2021. Ces vidéos ont été dirigées par Jack Howard.